# Operador de posto finito
Em matemática, um operador de posto finito é um operador linear limitado entre espaços de Banach cuja imagem tem dimensão finita.

## Representação
Se {\displaystyle X\,} e {\displaystyle Y\,} são espaços de Banach e {\displaystyle T:X\to Y\,} é um operador de posto finito então {\displaystyle T\,} pode ser escrito como:
{\displaystyle Tx=\sum _{j=1}^{n}l_{j}(x)y_{j}\,}
onde {\displaystyle l_{j}\,} são funcionais lineares limitados em {\displaystyle X\,} e {\displaystyle y_{j}\,} são membros de {\displaystyle Y\,}.
Se os {\displaystyle \{y_{j}\}_{j=1}^{n}\,} são linearmente independentes, então  n é a dimensão de T.

## Observação
O requerimento por definição de que o operador seja limitado não pode ser suprimido. De fato, frente ao axioma da escolha, todo espaço linear de dimensão infinita admite funcionais lineares não limitados, e, portanto, operadores de posto finito não limitados.